# Platanthera cristata
Platanthéra cristáta — вид однодольных цветковых растений, входящий в род Любка (Platanthera) семейства Орхидные (Orchidaceae).
Распространена на юго-востоке Северной Америки.

## Ботаническое описание
Многолетнее травянистое растение, обычно 20—60 см, иногда достигающее 90 см в высоту. Стебель полый, зелёный, голый. Листья в числе 2—4, до 20 см длиной и 1—3 см шириной, линейно-ланцетной или узко-продолговатой формы, верхние редуцированы до заострённых узколанцетовидных прицветников.
Соцветие — густой колос 2—15 см длиной. Цветки ярко-оранжевые, приметные, декоративные. Боковые чашелистики расходящиеся. Лепестки обратнояйцевидной или продолговато-эллиптической формы, с бахромчатым концом. Губа оттопыренная, яйцевидная до продолговато-яйцевидной, шпорец цилиндрический.
Диплоидный набор хромосом — 2n = 42.

## Таксономия и систематика
Впервые вид был описан в книге Flora boreali-americana французского ботаника и путешественника Андре Мишо, опубликованной в марте 1803 года. В род Любка переведён Джоном Линдли в сентябре 1835 года. Тип собран в «лесах Каролины».
Видовой эпитет cristata означает «гребненосная».
В 1992 году популяции любки на Лонг-Айленде с бледными цветками были выделены в отдельный вид Platanthera pallida.

### Синонимы
- Blephariglottis cristata (Michx.) Raf., 1837
- Blephariglottis cristata f. straminea (P.M.Br.) Baumbach & P.M.Br., 2009
- Habenaria cristata (Michx.) R.Br., 1813
- Orchis cristata Michx., 1803basionym
- Platanthera cristata f. straminea P.M.Br., 1995

## Распространение
Platanthera cristata распространена на юго-востоке Северной Америки, произрастает на влажных песчаных и оторфованных лугах, болотах, нередко со сфагнумом. На запад ареал заходит в Техас, Арканзас и Луизиану, севернее — в Кентукки и Теннесси. В Пенсильвании вид, вероятно, исчез (ранее отмечался на востоке штата, в соседних округах Монтгомери и Честер). Северная граница ареала — Нью-Йорк и Нью-Гэмпшир.